# Nebriíneos
Nebriíneos (Nebriinae) é uma subfamília de coleópteros da família Carabidae.

## Tribos
- Tribo Nebriini Laporte, 1834
- Tribo Notiokasiini Kavanaugh & Nègre, 1983
- Tribo Notiophilini Motschulsky, 1850
- Tribo Opisthiini Dupuis, 1912
- Tribo Pelophilini Kavanaugh, 1996